# Югыдтыдор
 Югыдтыдор  — деревня в Усть-Куломском районе Республики Коми в составе сельского поселения Диасёръя. 

## География
Расположено на левом берегу речки Воль на расстоянии примерно 108 км по прямой от районного центра села Усть-Кулом на север.  

## История
Известна с 1881 года как деревня Югыдтыдорская. В 1892 году здесь (починок Югыдтыдорский) 49 жителей, в 1916 14 дворов и 91 житель, в 1926 23 и 145, в 1970 128 жителей, в 1989 95, в 1995 78.

## Население
Постоянное население  составляло 40 человек (коми 100%) в 2002 году, 24 в 2010 .